# Psychotria urceolata
Psychotria urceolata är en måreväxtart som beskrevs av Julian Alfred Steyermark. Psychotria urceolata ingår i släktet Psychotria och familjen måreväxter. Inga underarter finns listade i Catalogue of Life.